# Кулинич Ярослав Павлович
Кули́нич Яросла́в Па́влович (21 березня 1926, Вага, нині Тернопільського району Тернопільська область — 30 жовтня 2007, Йонкерс, Нью-Йорк, США) — американський кінорежисер українського походження.

## Життєпис
Народився 21 березня 1926 р. у с. Вага на Тернопільщині. Дитинство минуло в с. Мужилів (нині Тернопільського району), де здобув початкову освіту. Навчався в гімназії та торговій школі у м. Бережани. Закінчив курси кіномистецтва у Мюнхені, університет в Аделаїді (Австралія) та в Нью-Йорку (США).
Переїхав до Австралії в 1949 рочі, жив у Перті, а потім в Аделаїди. Від 1959 — в м. Нью-Йорк. Заснував власну кіностудію у м. Йонкерс.

## Фільмографія
Створив документальні та мистецькі фільми:
- «Українці в Австралії» (1957)
- «Десятиліття поселення українців в Австралії» (1958)
- «Українське життя в Австралії» (1958)
- «З камерою по Австралії (Українська експедиція серед диких племен Австралії)» (1959)
- «Відкриття погруддя Патріярха Й. Сліпого на Союзівці» (1959)
- «Український Пласт» (1962, співавтор)
- «Прибуття Йосифа Сліпого до Риму» (1963)
- «Відкриття пам'ятника Т. Шевченкові у Вашинґтоні» (1964)
- «Шляхом Кобзаревої слави» (1964)
- «Союзівка» (1965)
- «Від Митрополита Андрея до Кардинала Йосифа» (1965)
- «Лемківське весілля» (1966)
- «Український Пласт» (1967)
- «Встане Україна» (1967)
- «Спілка Української Молоді» (1965)
- «Побут Кардинала Й. Сліпого у Філядельфії» (1968)
- «Свята Софія» (1969)
- «Поїзд в Україну (Пізнай свій край)» (1971)
- «Відкриття пам'ятника Т. Шевченкові в Буенос-Айресі» (1972)
- «Під чужим небом» (1972)
- «Від хатинки до хмаросягу» (1974)
- «Патріярх Иосиф» (1975)
- «Доля народів (Пізнай п'ять континентів)» (1977)
- «В'язень Христа ради» (1985)
- «1000-ліття хрещення України» (1988)
- «Україно Моя 1991—2001»
- «50-ліття УПА у Києві, на Волині і в Галичині»
- «Перепоховання Патріярха Сліпого у Львові» (1992)

та інші — всього понад 30, і багато залишеного «сирого матеріялу».
У 2004 році Ярослав Кулинич працював у Мужилові над фільмом «Хресний шлях матері».
У м. Рочестер (США) видано книжку «Фільмова творчість Ярослава Кулинича» (1994).

## Звуко записи
Film Production («Фільмова Продукція») була компанія яку провадив Ярослав Кулинич. Кулинич випустив два альбоми, які є записами де Микола Понеділок читає свої гуморески та фейлетони на публічних заходах та концертах. Ці альбоми знаходяться на платівках 33 1/3 овх.:
- Mykola Ponedilok — Volume 1 (Микола Понеділок — Волюм 1) (Film Production FP 901, vol. I / Arka Records, New York; коричнева обкладинка);
- Mykola Ponedilok — Volume 2 (Микола Понеділок — Волюм 2) (Film Production FP 901, vol. II / Arka Records, New York; чорна обкладинка).